# Lotus berthelotii
Lotus berthelotii är en ärtväxtart som beskrevs av Ramón Masferrer y Arquimbau. Lotus berthelotii ingår i släktet käringtänder, och familjen ärtväxter. Inga underarter finns listade i Catalogue of Life.

## Bildgalleri

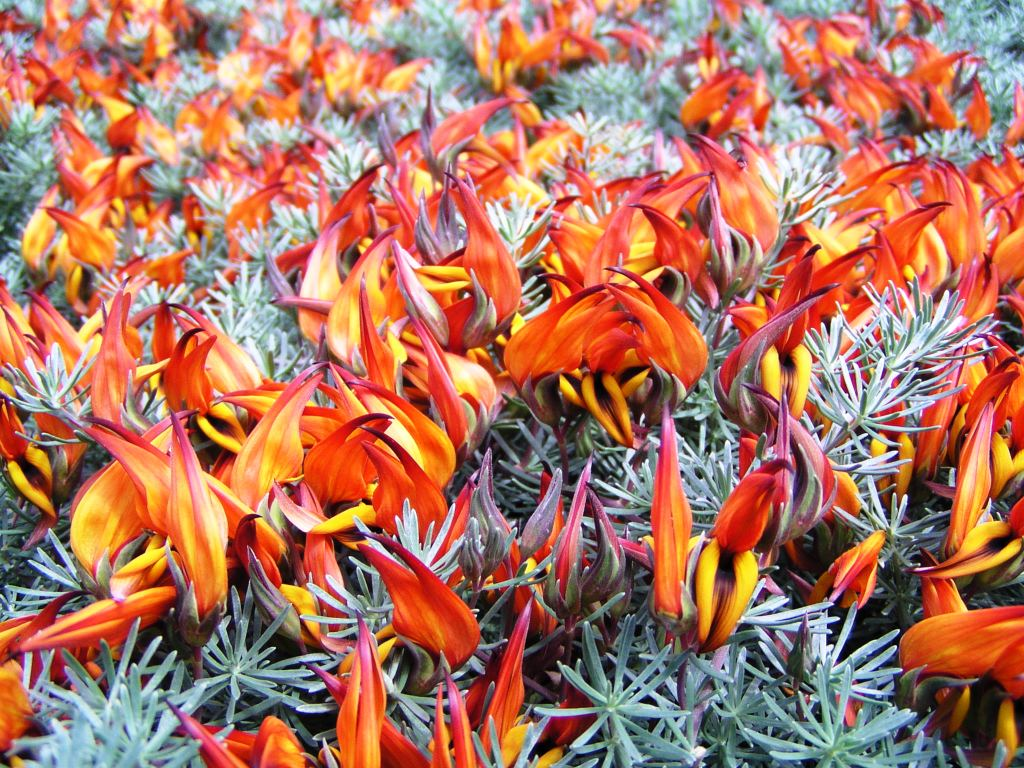
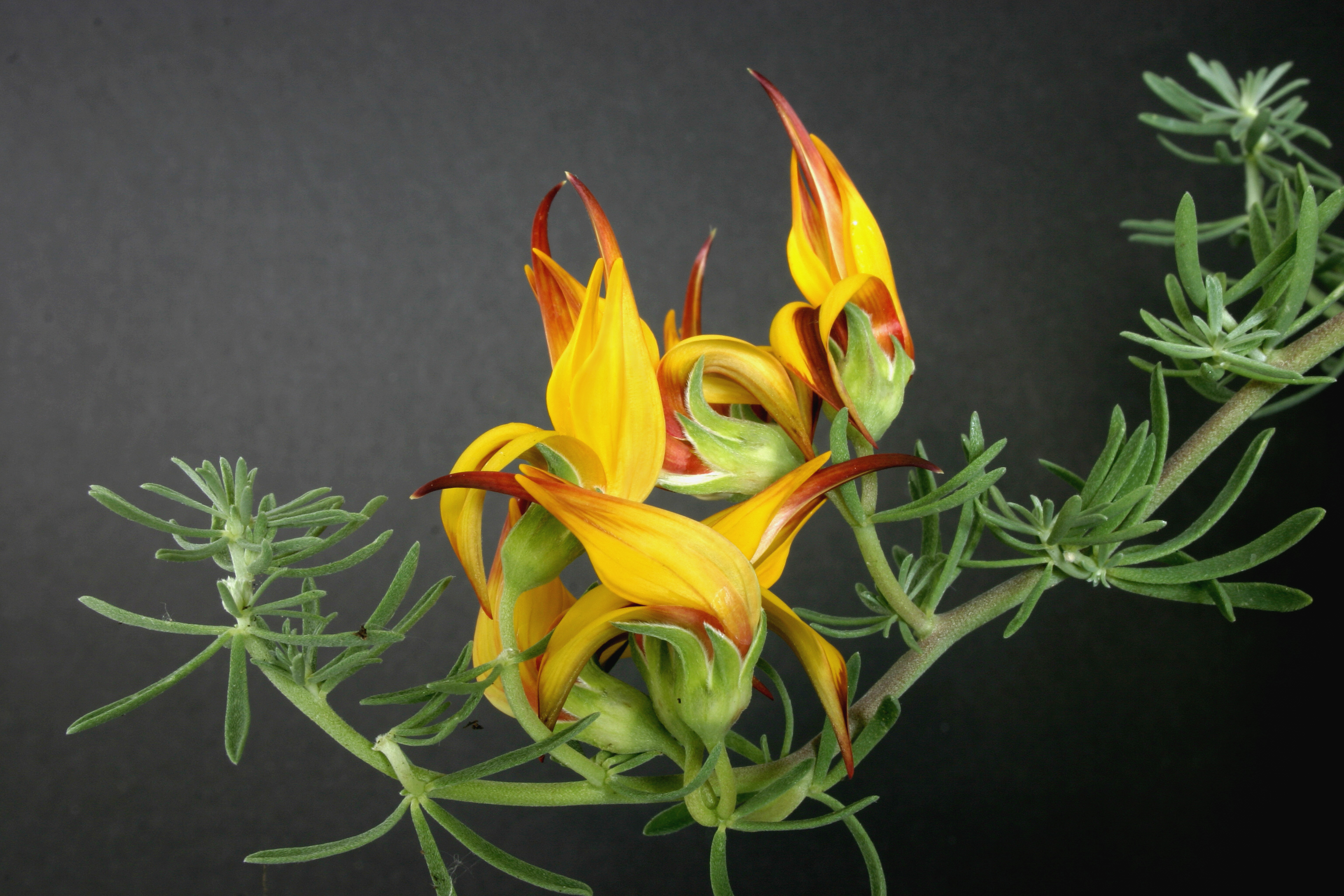
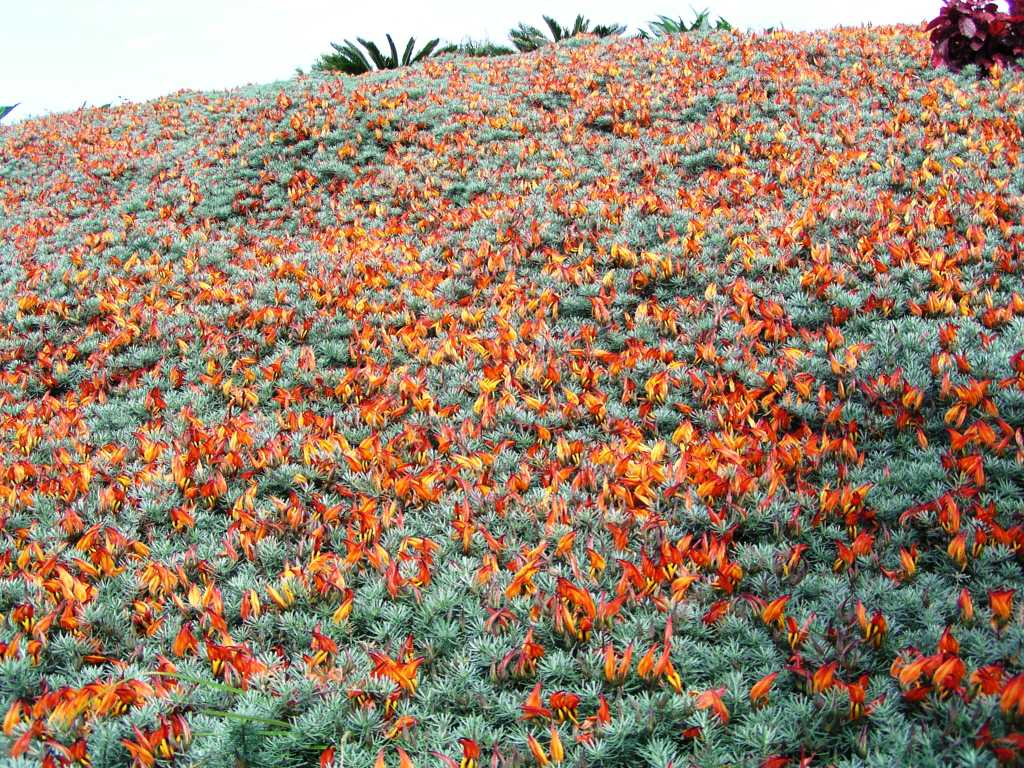
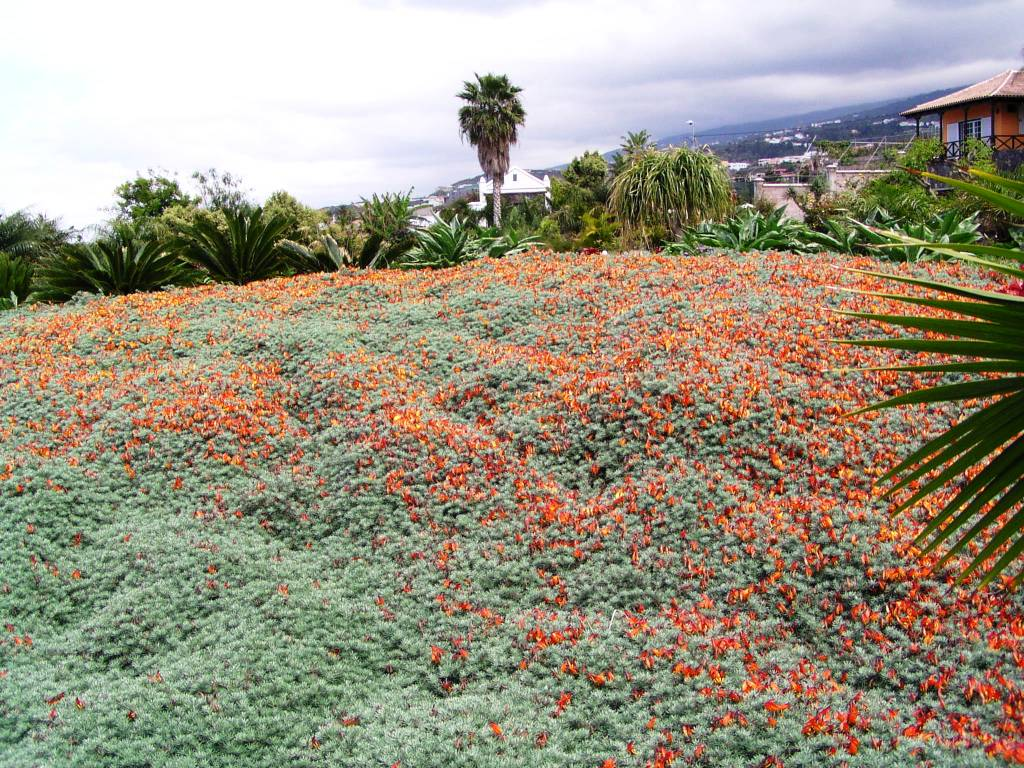
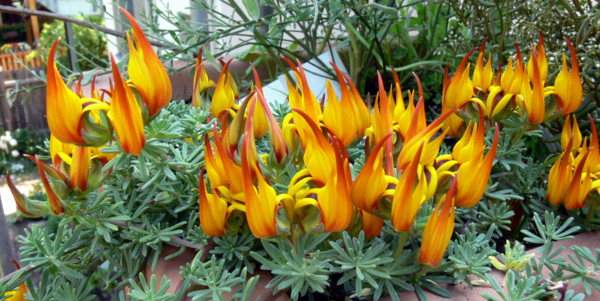
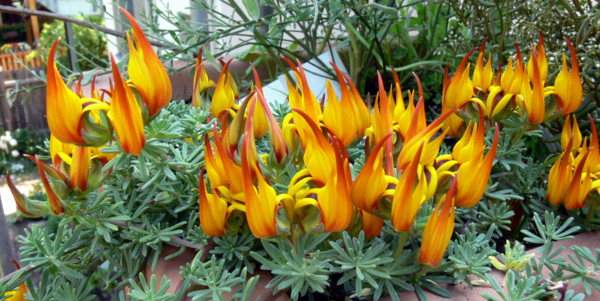